# 三代義勝
三代 義勝（みよ よしかつ、1905年（明治38年）11月25日 - 1967年（昭和42年）11月3日）は、福島県磐城市（現・いわき市）長。

## 来歴
現在の茨城県日立市の漁師の子に生まれる。23歳で魚の行商を始め、小名浜に来てその後、水産加工場を建てる。精力的な努力の末、規模を拡大し、イワシ漁の船を持ち、漁業に乗り出し、マグロ、サバ用などの漁船を多く持ち、全国屈指の漁家となる。小名浜漁業組合長など多くの漁業関連団体の役員を務めた。ほか、1938年2月に東日本漁業取締役となり、同年3月に小名浜町議に当選した。
1956年の磐城市長選挙に立候補し、対立候補を251票差で破った。1960年と1964年の市長選挙に連続で当選。磐城市長は1966年に合併するまで務めた。合併後のいわき市長選挙に立候補したが、旧平市長の大和田弥一に敗れた。翌年の1967年に死去した。